# 土村萌
土村 萌（つちむら もえ、1985年12月12日 - ）は、元IBC岩手放送アナウンサー。
岩手県盛岡市出身。岩手大学工学部建設環境学科卒業。妹は女優の土村芳。

## 来歴・人物
白梅幼稚園、岩手大学教育学部附属小学校、岩手大学教育学部附属中学校、岩手県立盛岡第二高等学校を経て、岩手大学工学部建設環境学科へ進学。
大学卒業後、2008年にIBC岩手放送へ入社。同期は大原崇史（元IBCアナウンサー）。
2013年に入籍し、同年11月末日をもって退職。翌2014年に第一子となる長男を出産した。現在は夫の出身地である岡山県在住。
小学生時代は盛岡市を拠点に活動する劇団「CAT'S きゃあ」に（妹・芳と共に）所属していた。劇団を主宰するフリーアナウンサー・畑中美耶子の影響で、小学校高学年の時にアナウンサーを志した。

## 退職時の出演番組
- じゃじゃじゃTV（毎週土曜9:25 - 11:30）
- 石川啄木うたごよみ（毎週土曜7:10 - 7:25）

## 過去の出演番組
- ワイドステーション（火曜担当、2009年4月 - 2011年3月29日）
- イブニングジャーナル（月～水担当 2013年4月1日 - 2013年9月25日）
- やっぺし!みちプロ（2008年7月15日 - 12月23日）
- えなりかずき!そらナビ（CBC制作、不定期で中継担当）
- ニュースエコー（サブキャスター、2011年4月4日 - 2013年3月28日。2012年10月から番組卒業までは月～木担当）
- じゃじゃじゃFriday（番組MC、2013年4月5日 - 2013年9月27日）
- 岩手日報IBCニュース